# Archolaemus janeae
Archolaemus janeae é uma espécie de peixe-faca de vidro endêmico do Brasil, onde é encontrado no Rio Xingu e alto Rio Tapajós, bacia amazônica. Esta espécie atinge um comprimento de 40,2 cm.
O peixe-faca recebeu esse nome em homenagem a Jane Mertens, da Humboldt Universität zu Berlin.
Archolaemus janeae é uma espécie de peixe elétrico da família Sternopygidae e da ordem Gymnotiformes. Endêmica da Bacia Amazônica, especialmente comum no rio Xingu, esta espécie é conhecida por seu corpo alongado e adaptações eletrossensoriais, utilizadas tanto para a comunicação quanto para a detecção de presas em ambientes de baixa visibilidade aquática.

#### Características Gerais
A. janeae possui um corpo estreito e alongado, ideal para sua vida em habitats de água doce e para forragear no substrato dos rios, onde usa sua capacidade elétrica para localizar presas. Sua alimentação é majoritariamente insetívora, composta principalmente por larvas de insetos aquáticos, especialmente as da ordem Odonata, embora fragmentos de plantas terrestres também sejam encontrados em seu conteúdo estomacal, especialmente durante períodos de cheia.

#### Distribuição e Habitat
Archolaemus janeae está distribuída por toda a Bacia Amazônica, com uma concentração maior nas áreas de correnteza do rio Xingu, onde a diversidade de habitats aquáticos, como corredeiras e igapós, fornece as condições necessárias para sua sobrevivência. A heterogeneidade ambiental da região é crucial para a manutenção de espécies como A. janeae, mas atividades humanas, especialmente a construção de barragens, têm modificado esses habitats, impactando diretamente a fauna local.

#### Ecologia Alimentar
Estudos realizados na Volta Grande do Xingu, no Pará, demonstram que A. janeae possui uma dieta especializada e pouco variável ao longo do ano, focada em itens alimentares autóctones, como larvas de insetos aquáticos, com destaque para a família Gomphidae. Durante o período de cheia, há um aumento no consumo de material alóctone, como fragmentos de plantas terrestres. A intensidade alimentar varia conforme o ciclo hidrológico, sendo maior nos períodos de águas altas, quando a disponibilidade de alimentos e habitats é mais ampla devido ao alagamento das florestas ribeirinhas.

#### Impactos Ambientais e Conservação
A construção de grandes empreendimentos hidrelétricos, como a Usina Hidrelétrica de Belo Monte, tem alterado o regime natural de inundações do rio Xingu, impactando negativamente a ecologia alimentar de A. janeae. Essas mudanças afetam a quantidade e a distribuição dos recursos alimentares, influenciando o comportamento e a sobrevivência das populações locais da espécie. Os estudos de ecologia trófica são essenciais para compreender e mitigar os impactos de tais atividades na biodiversidade aquática, permitindo uma gestão mais sustentável dos recursos e a conservação da espécie.